# شهرستان آلاتائو
شهرستان آلاتائو (به قزاقی: Alatau District) یک منطقهٔ مسکونی در قزاقستان است که در آلماتی واقع شده‌است.